# NGC 4255
NGC 4255 في الفهرس العام الجديد، هي مجرة، تقع في كوكبة العذراء. اكتشفت في يونيو 1865 .

## روابط خارجية
- NGC 4255 على موقع ويكي سكاي: DSS2, SDSS, GALEX, IRAS, Hydrogen α, X-Ray, Astrophoto, Sky Map, Articles and images